# Kanton Vannes-Ouest
Kanton Vannes-Ouest (francouzsky Canton de Vannes-Ouest) je francouzský kanton v departementu Morbihan v regionu Bretaň. Tvoří ho sedm obcí.

## Obce kantonu
- Arradon
- Baden
- Île-aux-Moines
- Île-d'Arz
- Larmor-Baden
- Ploeren
- Vannes (západní část)